# Као Шанг
Као Шанг (вьет. Cao Sang; род. 6 сентября 1973) — вьетнамский шахматист, гроссмейстер (2003).
В составе сборной Вьетнама участник четырёх Олимпиад (1990—1996).

## Изменения рейтинга
| Графики недоступны из-за технических проблем. См. информацию на Фабрикаторе и на mediawiki.org. |